# Lupercio de Espes y Brizuela
Lupercio de Espes y Brizuela (San Salvador, Alcaldía mayor de San Salvador, Capitanía General de Guatemala c. 1610s - San Salvador c. 1670s) fue un capitán de los reales ejércitos que ejerció el cargo de alcalde mayor de San Salvador desde 1659 a 1663.

## Biografía
Lupercio de Espes y Brizuela nacería en San Salvador de la alcaldía mayor de homónima de la Capitanía General de Guatemala, siendo hijo de Gaspar de Brizuela y Juana Antonia de Espes; a su vez era nieto del capitán Lupercio de Espes (originario de Zaragoza, Corona de Aragón) que se desempeñó como alcalde mayor de Sonsonate de 1596 a 1603.
Se dedicaría a la carrera militar, llegando a obtener el rango de capitán. Asimismo, tendría una hija llamada Ana de Brizuela y Espárragosa. Por otro lado, en 1539 tendría un conflicto con su padre sobre la posesión de la encomienda de Cosonigalpa (en la isla de Ometepe de la gobernación de Nicaragua), que sería resuelto por la Real Audiencia de Guatemala a favor de Lupercio en 1540.
En el año de 1659 el presidente-gobernador y capitán general de Guatemala Martín Carlos de Mencos lo designaría alcalde mayor de San Salvador, por lo que tomaría posesión de dicho cargo a fines de ese año. Durante su administración se construiría en el año de 1660 la iglesia El Calvario de San Salvador.
Ejercería el cargo de alcalde mayor hasta el año de 1663, luego de ello probablemente se quedaría a vivir en San Salvador, donde fallecería por la década de 1670s.